# Henri Fivaz
Henri Fivaz (ur. ?, zm. ?) – szwajcarski żeglarz, olimpijczyk.
W regatach rozegranych podczas Letnich Igrzysk Olimpijskich 1928 wystąpił w klasie jole 12-stopowe zajmując 16. pozycję.